# جبل ساباس
جبل ساباس (بالإنجليزية: Sapas Mons)‏ هو أحد جبال كوكب الزهرة.

## الإحداثيات
يقع في 8.5 درجة على العرض الجغرافي شمالاً وفي 188.3 درجة على الطول الجغرافي شرقاً.

## الأبعاد
القطر أو أطول بعد للتضاريس بالكيلومترات هو 217.0.

## حالة إعتماد الاسم
تم اعتماده من الجمعية العامة للاتحاد الفلكي الدولي (IAU).

## أصل التسمية
على اسم ساباس، إلهة في الأساطير الفينيقية.